# Fracht 200
Fracht 200 (russisch Груз 200 Grus 200, englisch Cargo 200) ist ein militärisches Codewort, das für den Transport gefallener Soldaten verwendet wird. Die Bezeichnung stammt aus der Zeit des sowjetischen Krieges in Afghanistan.

## Wortherkunft
Aufgrund der steigenden Opferzahlen war die sowjetische Militärführung gezwungen, Vorbereitungen für die Rückführung der Gefallenen zu treffen. Die Überführung der sterblichen Überreste der Soldaten in ihre Heimatorte sollte so schnell wie möglich erfolgen – der Transport per Bahn war in Afghanistan allerdings unmöglich und der Transport per Straße sehr zeitraubend und gefährlich. Aus diesem Grund wurden die Leichen in verschweißten Zinksärgen mit Hilfe von Transportflugzeugen aus den schwer zugänglichen Kampfgebieten ausgeflogen.

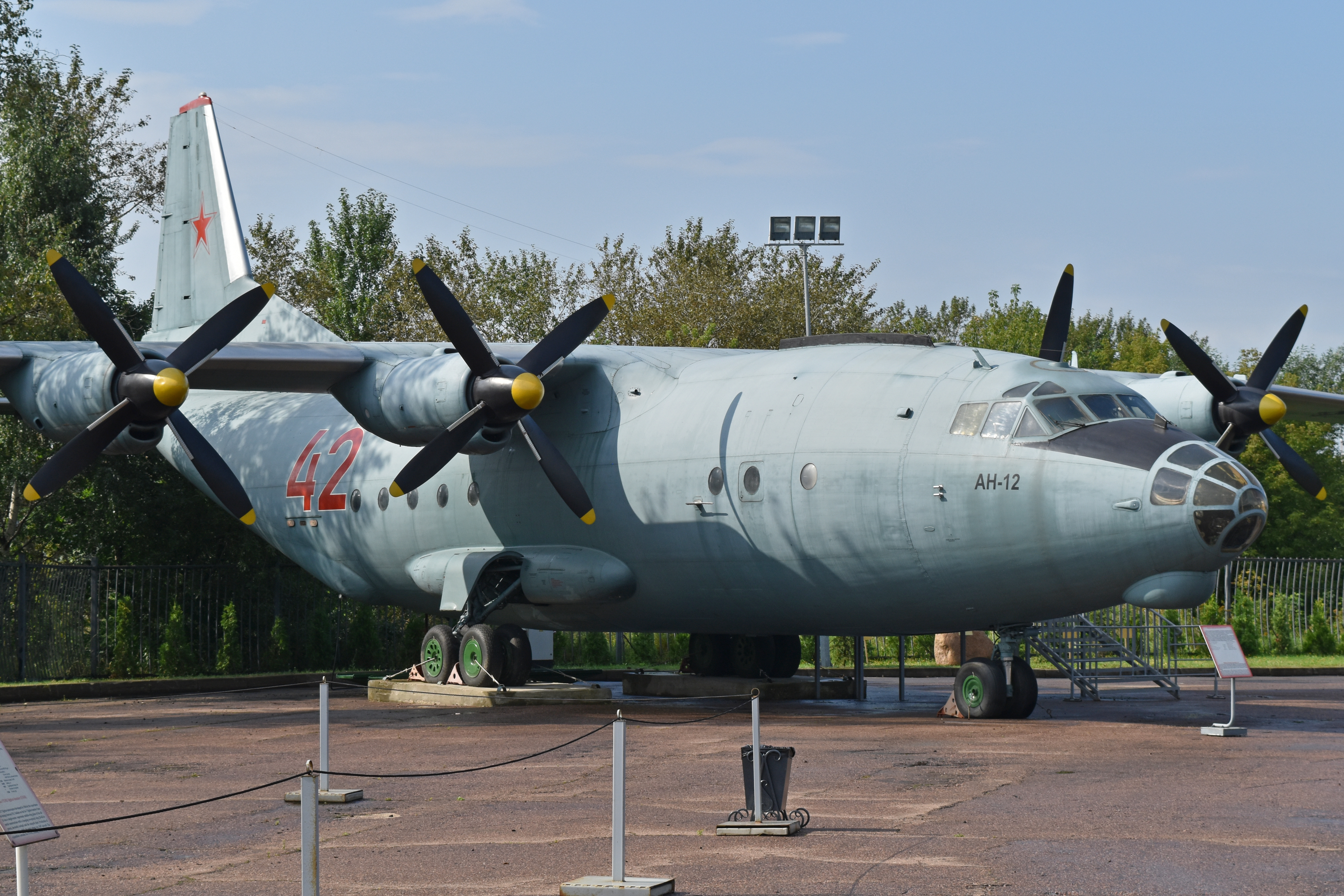
Antonow An-12

Gemäß mehrerer Quellen geht der Code auf den Befehl Nr. 200 des Verteidigungsministers der UdSSR vom 8. Oktober 1984 zurück, in dem die genannte Vorgehensweise festgelegt wurde. Anderen Quellen zufolge stand die Zahl 200 für das durchschnittliche Gewicht der Luftfracht samt Zinksarg und Transportkiste.  Am häufigsten wurden für diesen Zweck Transportflugzeuge vom Typ Antonow An-12 verwendet. Bei den Truppen bekam die An-12 aufgrund ihres Ladegutes den Spitznamen Schwarze Tulpe (чёрный тюльпан tschorny tjulpan).

## Heutiger Gebrauch
Der Begriff wird auch nach der Auflösung der Sowjetunion genutzt, wie z. B. in der Ukraine seit 2014. Dort wurden Transportfahrzeuge, die gefallene Soldaten aus dem Schlachtfeld abholten, mit den Worten Груз 200 (also Fracht 200) beschrieben. Die Verwendung des Codes wurde kurz nach der russischen Invasion auf ukrainischer Seite verboten.

## Ähnliche militärisch genutzte Codewörter
Neben „Fracht 200“ wurden weitere numerische Codes verwendet, um die Art der beförderten Fracht zu spezifizieren.
| Fracht 100 | Transport von Munition |
| Fracht 300 | Transport von Verwundeten in Hospitale                                                                                                  |
| Fracht 400 | Transport leicht Verwundeter bzw. traumatisierter Soldaten und Kriegsgefangener                                                         |
| Fracht 500 | Transport von Medikamenten |
| Fracht 600 | Transport großer Fracht |
| Fracht 700 | Transport von Geld, Aktien, Anleihen, Gutscheinen und anderen Wertpapieren                                                              |
| Fracht 800 | Transport von chemischen und phytotoxischen Waffen, giftigen Substanzen, Massenvernichtungswaffen und chemischen Kampfstoffen aller Art |

## Rezeption

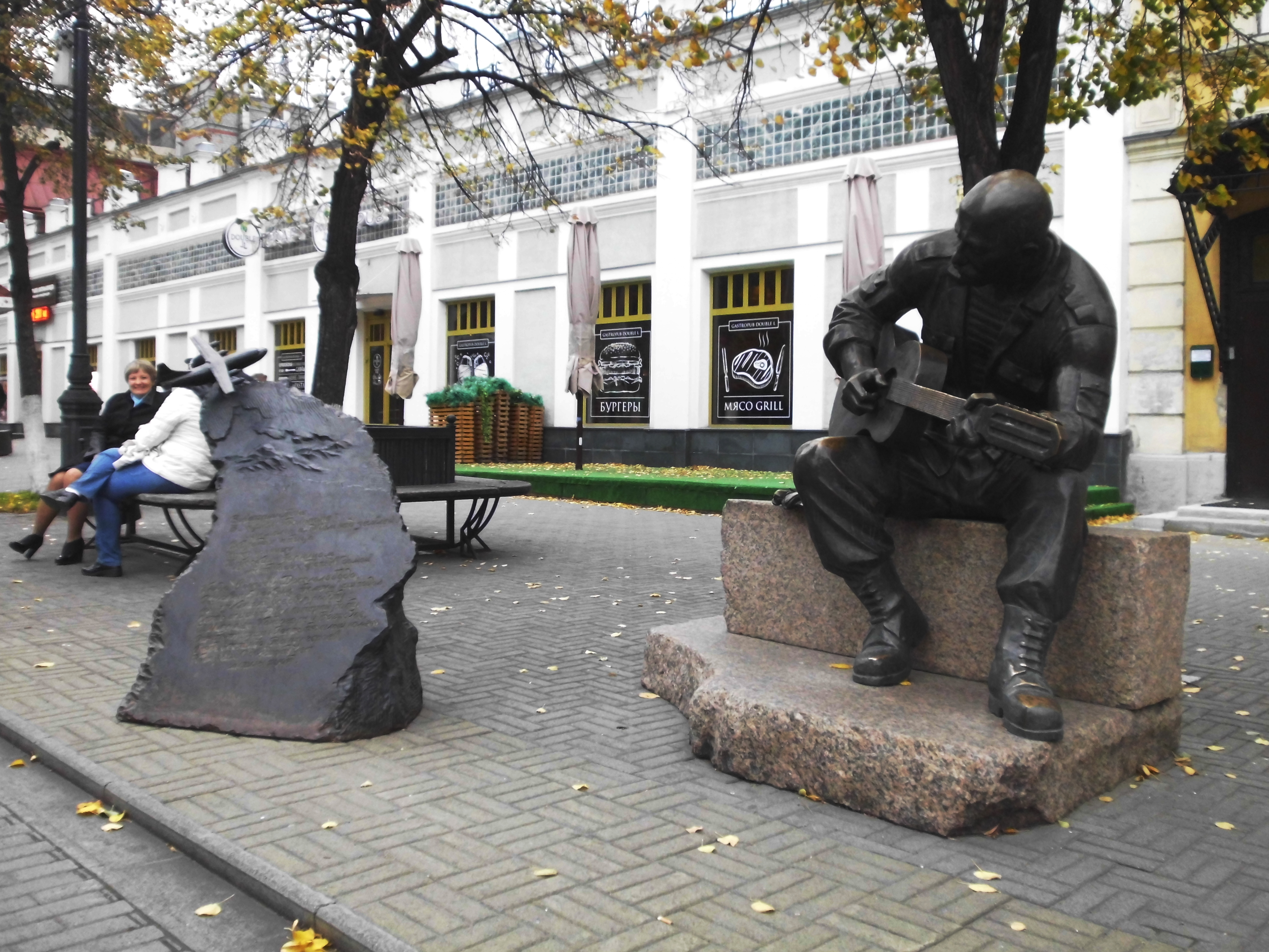
Tscheljabinsk, Mahnmal Schwarze Tulpe nach dem Lied von Alexander Rosenbaum

Der russische Sänger und Texter Alexander Rosenbaum besuchte während des Afghanistan-Krieges mehrfach sowjetische Armeeangehörige. Neben seiner Aufgabe der Truppenunterhaltung begleitete er auch Soldaten durch das Kampfgebiet. Dabei half er eines Tages beim Beladen eines Transportflugzeuges mit Kisten der Aufschrift Fracht 200. Diese Begebenheit bewegte Rosenbaum tief; die Erfahrung verarbeitete er im Chanson Schwarze Tulpe (Tschorny Tjulpan), in Anspielung auf die Slangbezeichnung für das Transportflugzeug. Der russische Regisseur Alexei Balabanow drehte im Jahr 2007 den Film Fracht 200, der in der Endphase der Sowjetunion spielt.
Der russische Söldneranführer Jewgeni Prigoschin, unter dem in der Schlacht um Bachmut nach Angaben seiner Söldnerorganisation Gruppe Wagner 22.000 Söldner verstarben, verwendete den Spruch Fracht 200 – wir bleiben zusammen (Груз 200 – мы вместе) als Patch auf seiner Uniform.
Auch ukrainische Soldaten nahmen Bezug auf den Code. Während der für sie verlustreichen Schlacht um Bachmut kritisierten sie ihren Befehlshaber Oleksandr Syrskyj, indem sie ihn als Schlächter oder General200 titulierten.